# Rafael Capó
Rafael Capó (Caracas, Venezuela, 23 de octubre de 1815-Estado Zulia, Venezuela, 26 de diciembre de 1866), , fue un militar venezolano, coronel y jefe militar de varias provincias de Venezuela.

## Vida
Bautizado Rafael José el 30 de octubre de 1815, hijo de Francisco Capó (de La Palma, Mallorca) y de Teresa Planchart Rendón (de Nueva Barcelona).
A temprana edad, cuando apenas tenía ocho años de edad, su padre Francisco Capó lo dejó en Maracaibo al cuidado de sus tíos Benito Capó y Gertrudis Gil Planchart de Capó, es en esta ciudad que comienza sus primeros estudios.
Desde 1835 empieza a luchar bajo las órdenes de José Antonio Páez, combate a los reformistas en el sitio de Puerto Cabello de 1836 y participa en la campaña de Apure de 1837, después de esto se le es otorgado el grado de capitán y en 1838 se inscribe en la Universidad Central de Venezuela para cursar matemáticas. Al año siguiente se casa con María Sanz Urdaneta.
Después del asalto al Congreso de Venezuela de 1848, lucha en la resistencia que hace Maracaibo ante el presidente José Tadeo Monagas en la cual son derrotados y Capó se ve obligado a huir hacia Puerto Rico junto a su familia. Allí consigue residencia en la ciudad de Guayama y empieza a dar clases particulares. Al ser destituido Monagas Capó vuelve a Venezuela y es nombrado como comandante militar de Barcelona por el entonces presidente Julián Castro Contreras, en agosto de 1859 se le ordena defender la capital de los ataques federales de Pedro Vicente Aguado. Capó gana y obliga a retirarse a Aguado primero hacia Vargas y luego hacia La Victoria. Es nombrado Jefe de la División de Barlovento y Jefe de Operaciones en Puerto Cabello en 1860
En el gobierno de Pedro Gual, Capó es nombrado como jefe del Estado Mayor del distrito capital (provincias de Caracas, Aragua y Guárico). En la dictadura de José Antonio Páez de 1861, a pesar de haber manifestado su disensión al mismo Páez mediante una carta, es nombrado como jefe militar de las provincias de Mérida, Táchira, Trujillo, Portuguesa y Barinas; este cargo lo ejerce durante once meses tras los cuales decide ir a Nueva York, Estados Unidos. En 1863 decide volver al país, pero una vez en La Guaira se le es prohibido desembarcar; a finales de ese mismo año se dirige a México para alistarse como voluntario en el ejército de Benito Juárez.
En 1866 se dirige a Cúcuta, Colombia, para preparar una expedición hacia Maracaibo donde gobernaba el general Jorge Sutherland. La inferioridad numérica de las tropas de Capó lo llevaron a la derrota, en la retirada él junto a Eduardo Pérez fueron capturados. Capó se entregó con la condición de que fuera llevado ante Sutherland, pero fue traicionado y fusilado.